# Hastberger Mühle
Die Hastberger Mühle, auch Luckhauser Mühle oder auch Gerds Mühle (nach den Inhaber Otto Gerd von 1930) genannt, ist eine frühere Wassermühle am Marscheider Bach und ein Ortsteil im Wuppertaler Wohnquartier Herbringhausen im Stadtbezirk Langerfeld-Beyenburg.

## Geographie
Die Hastberger Mühle befindet sich auf 277 m ü. NHN im südöstlichen Wuppertal nahe den Hofschaften Luckhausen (zu Remscheid-Lüttringhausen), Hastberg, Wefelpütt und Herbringhausen. Ebenfalls in der Nähe ist der Luckhauser Kotten.

## Geschichte
Die Hastberger Mühle wurde vermutlich um das Jahr 1855 errichtet, in dem Urkataster von 1826 ist sie noch nicht verzeichnet. Am 30. Mai 1855 erhielt Arnold David Müller, der auch einer der Besitzer des benachbarten Luckhauser Kottens war, die Konzession zum Betrieb einer Fruchtmühle und einer Knochenstampfe. 1888 war die Mühle im Besitz von Otto Gerdt, der dort auch eine Bäckerei betrieb. 1930 wurde die Mühle von dem Sohn Otto Gerdt jun. zu einer Gastwirtschaft umgebaut, die bis heute bewirtschaftet wird.